# Hodișu
Hodișu – wieś w Rumunii, w okręgu Kluż, w gminie Poieni. W 2011 roku liczyła 405 mieszkańców.